# Osiek (gemeente in powiat Brodnicki)

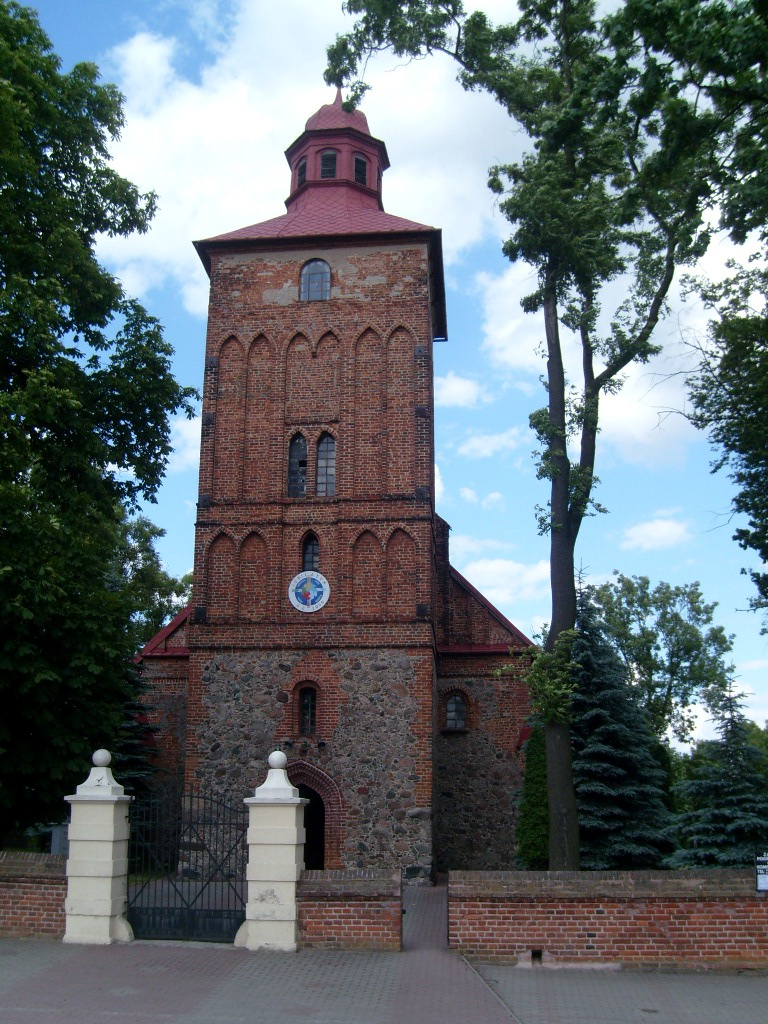
Kerk in Osiek

De gemeente Osiek is een landgemeente in het Poolse woiwodschap Koejavië-Pommeren, in powiat Brodnicki.
De zetel van de gemeente is in Osiek.
Op 30 juni 2004 telde de gemeente 4088 inwoners.

## Oppervlakte gegevens
In 2002 bedroeg de totale oppervlakte van gemeente Osiek 75,12 km², waarvan:
- agrarisch gebied: 82%
- bossen: 9%

De gemeente beslaat 7,23% van de totale oppervlakte van de powiat.

## Demografie
Stand op 30 juni 2004:
| Omschrijving                   | Totaal | Totaal | Vrouwen | Vrouwen | Mannen | Mannen |
| ------------------------------ | ------ | ------ | ------- | ------- | ------ | ------ |
| eenheid                        | aantal | %      | aantal  | %       | aantal | %      |
| inwoners                       | 4088   | 100    | 2055    | 50,3    | 2033   | 49,7   |
| bevolkingsdichtheid (inw./km²) | 54,4   | 54,4   | 27,4    | 27,4    | 27,1   | 27,1   |

In 2002 bedroeg het gemiddelde inkomen per inwoner 1402,85 zł.

## Administratieve plaatsen (sołectwo)
Dębowo, Jeziorki, Kretki Małe, Kretki Duże, Kujawa, Łapinóż, Obórki, Osiek, Osiek-Kolonia, Strzygi, Sumin, Sumówko, Szynkowizna, Tadajewo, Tomaszewo, Warpalice, Wrzeszewo.

## Aangrenzende gemeenten
Brodnica, Rypin, Świedziebnia, Wąpielsk